# Яків I (король Шотландії)
Яків I (10 грудня 1394 — 21 лютого 1437) — король Шотландії з 1406 до 1437 року. 3-й представник династії Стюартів на троні.

## Життєпис
Народився у замку Данфермлін у родині Роберта III, короля Шотландії, та Анабелли Драммонд. Замолоду його батько у 1406 році відправив морем Якова до Франції. Втім поблизу Фламборо-Хед корабель з шотландським принцом був захоплений англійськими піратами. З цього моменту Яків жив у Віндзорі під англійською вартою.
Після смерті батька у 1406 році Яків номінально став королем, залишаючись полоненим англійського короля. За нього просили викуп у 40 тисяч марок. Розмір викупу був зменшений (до 10 тисяч марок), коли Яків погодився одружитися з родичкою Генріха VI, короля Англії. За час перебування в Англії Яків ознайомився з її політичною та судовою системою, став її прихильником.
По поверненню до Шотландії у 1424 році Яків I вирішив провести реформи в англійському дусі. Його головними завдання було приборкання магнатів та подолання корупції. Яків I міг розпочати активну внутрішню політику з огляду на дружні стосунки з Англійським королівством.
Яків I у 1425 захопив та стратив Мердока Стюарта, герцога Олбані, захопивши його володіння. Ще раніше було приєднано до королівських володінь графство Бухан (1424). Надалі були конфісковані маєтності графів Файф, Ментейт, Леннокс (1425), Стратен і Грехем (1427), Марч, Мар, Данбар (1435).
Іншим напрямком було підкорення гірських кланів. У 1428 році в Інвернесі Яків I примусив очільників цих кланів визнати королівську владу, але вона виявилася номінальною. У 1431 році шотландські війська на чолі із Олександром Стюартом, графом Мара, зазнали поразки від горців при Іверлосі.
При Якові I зросла вага шотландського парламенту. Він багато зробив для посилення королівського впливу на церковні інститути в країні.
Наприкінці правління у 1436 році Яків I намагався захопити англійську фортецю Роксбург, але зазнав невдачі.
Скориставшись цією невдачею, невдоволені шотландські барони організували заколот й 21 лютого 1437 року вбили короля у його палаці в місті Перт.

## Сім'я

### Дружина
1. Іоанна Бофорт (1404—1445) дочка графа Сомерсету Іоанна І і його дружини Маргарити Холланд.

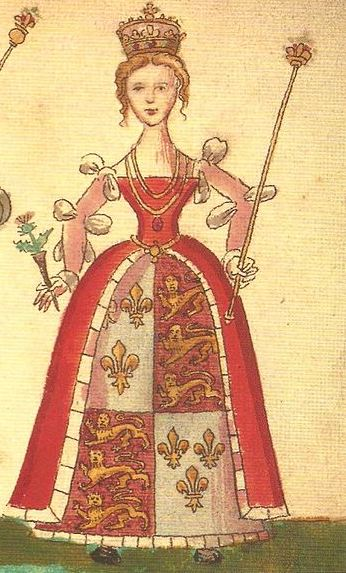
Іоанна

### Діти
1. Маргарита (1425—1445), перша дружина майбутнього короля Франції Людовика XI
2. Ізабелла (1426—1494), дружина Франциска I, герцога Бретані
3. Іоанна (1427—1486)
4. Марія (1428—1465)
5. Яків (1430—1460), король Шотландії
6. Олександр (1430)
7. Елеонора (1433—1480), дружина Сигизмунда, ерцгерцога Австрії
8. Анабелла (1436—1509), дружина Людовика I, герцога Савої

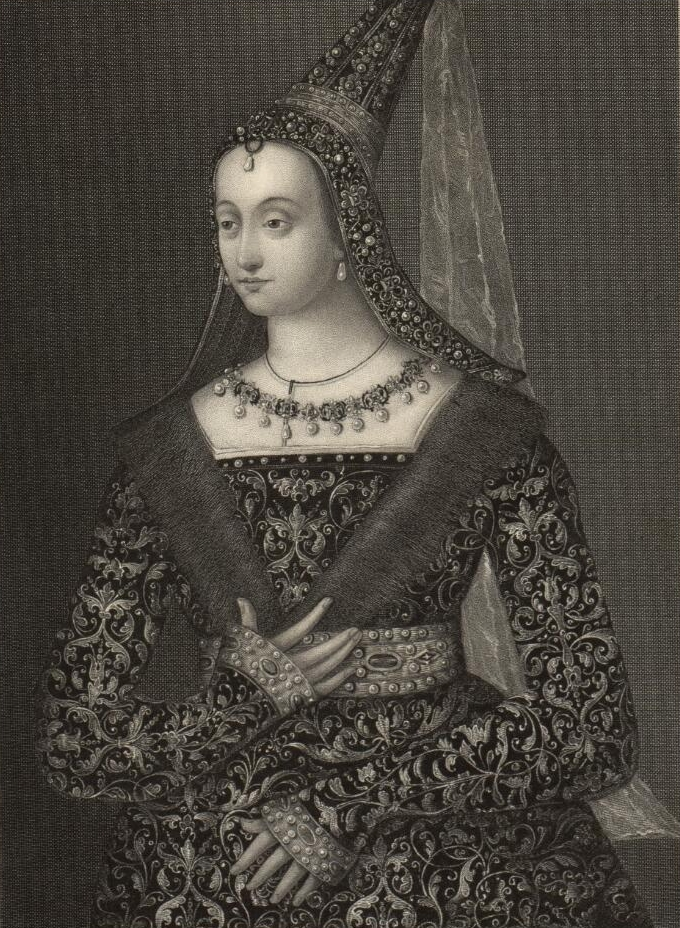
Маргарита
Іоанна
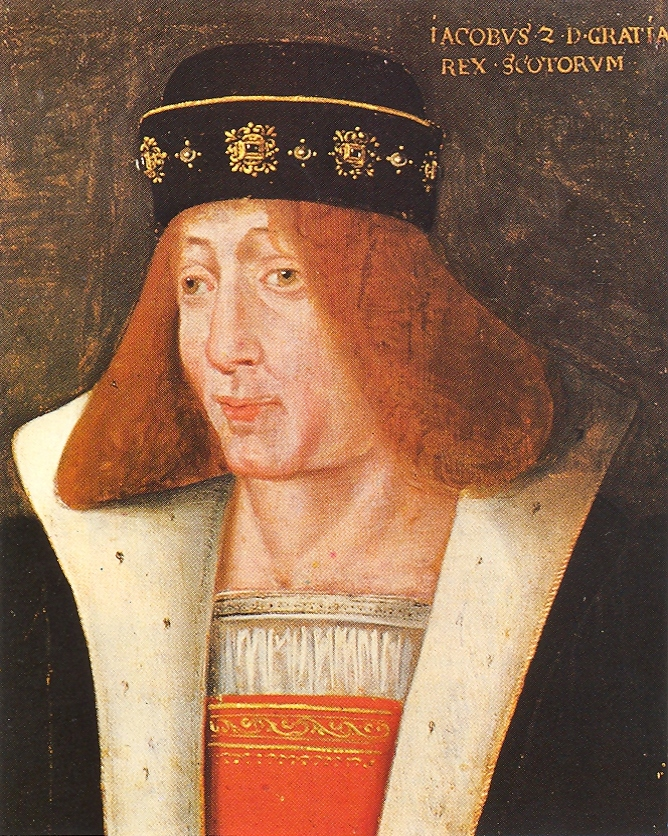
Яків II
Олександр
Марія
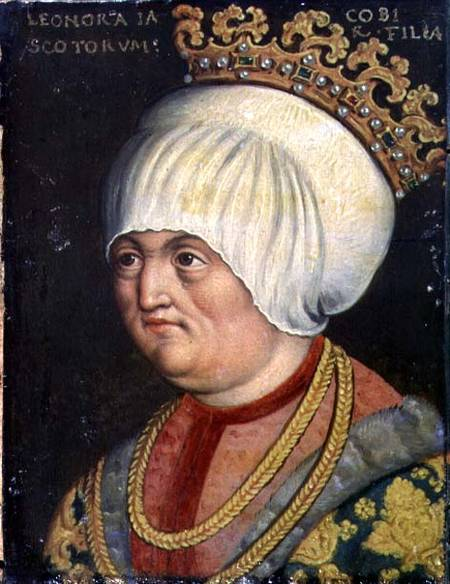
Елеонора
Анабелла